# Rădăuți-Prut
Rădăuți-Prut – wieś w Rumunii, w okręgu Botoszany, w gminie Rădăuți-Prut. W 2011 roku liczyła 704 mieszkańców.